# Классика Вар 2025
2-й выпуск Классики Вар — шоссейной однодневной велогонки по дорогам французского департамента Вар. Гонка прошла 21 февраля 2025 года в рамках Европейского тура UCI 2025 категория 1.1. Победу одержал итальянский велогонщик Кристиан Скарони.

## Участники
В гонке приняло участие 16 команд: 8 команд категории UCI WorldTeam, 4 команд категории UCI ProTeam и 4 континентальных команд.
| UCI WorldTeams (8)- Arkéa-B&B Hotels - Cofidis - Decathlon AG2R La Mondiale Team - Groupama-FDJ - Bahrain-Victorious - EF Education-EasyPost - Intermarché-Wanty - XDS Astana Team UCI ProTeams (4)- Team TotalEnergies - Unibet Tietema Rockets - Lotto - Israel-Premier Tech UCI Continental Teams (4)- CIC U Nantes - Nice Métropole Côte d'Azur - Saint Michel-Preference Home-Auber 93 - Van Rysel-Roubaix |
| |

## Маршрут
Маршрут второго издания французской гонки, которая была организована в 2024 году по инициативе организаторов Тур дю От-Вар, был полностью переработан. Гонка проходила на 24 часа раньше, чем предыдущая, и не включала в себя финиш на горе Мон-фарон, где в 2023 году Ленни Мартинес одержал победу.
Протяжённость маршрута составляла 163,2 километра, он начинался на автодроме Le Luc и заканчивался в Файенсе. Первая часть трассы была относительно насыщенной, а вот во второй части она стала более сложной. Гонщикам предстояло преодолеть финальный подъём на 1000 метров со средним градиентом 11,2 % (который увеличился с 10,2 % до 20 %). На вершине подъёма была установлена финишная черта.

## Ход гонки
Первая атака открывает путь к созданию отрыва дня, в который входят Батист Вейстроффер из команды Lotto, Селестин Гийон из Van Rysel-Roubaix, Маэль Геган из CIC U Nantes, Яакко Ханнинен из команды Tinkoff и Дэмиен Жирар из Nice Métropole Côte d'Azur. Набрав две с половиной минуты преимущества, эта пятёрка увеличивает его более чем на пять минут после пятнадцати километров гонки. В этот момент лидируют гонщики из Bahrain Victorious и Arkéa-B&B Hotels, стараясь взять ситуацию под контроль.
После долгого удержания оторвавшихся на дистанции около 2 минут и 30 секунд, пелотон приближается к одной минуте за 60 километров до финиша. Команды предпочитают сохранять некоторый запас, чтобы избежать возможных атак, которые могут нарушить планы фаворитов. Однако ситуация полностью меняется, когда впереди появляются гонщики EF Education-EasyPost, Intermarché-Wanty и особенно Decathlon-AG2R La Mondiale.
Минутное преимущество, оставшееся в двадцати километрах до финиша, начинает таять на первых подъёмах на Mur de Fayence. Лидером быстро становится Никола Кончи из XDS Astana, который поднимает темп в пользу Кристиана Скарони. К ним присоединяются гонщики Decathlon-AG2R La Mondiale. К финишу вперёд выходят четыре гонщика, где Скарони, сделав рывок, одерживает заслуженную победу, оставляя Лапейру и Лафейа позади.

## Результаты
| \| Генеральная классификация \| Генеральная классификация \| Генеральная классификация \| Генеральная классификация \| Генеральная классификация \| \| Гонщик \| Гонщик \| Команда \| Время \| \| \| ------------------------- \| ------------------------- \| -------------------------- \| ------------------------- \| ------------------------- \| \| 1-й \| Кристиан Скарони \| XDS Astana Team \| 3ч 53' 32 \| \| \| 2-й \| Поль Лапейра \| Decathlon-AG2R La Mondiale \| + 0 \| \| \| 3-й \| Виктор Лафей \| Decathlon-AG2R La Mondiale \| + 0 \| \| \| 4-й \| Кевин Воклен \| Arkéa-B&B Hotels \| + 0 \| \| \| 5-й \| Сантьяго Буитраго \| Bahrain Victorious \| + 0 \| \| \| 6-й \| Луи Барре \| Intermarché-Wanty \| + 7 \| \| \| 7-й \| Ленни Мартинес \| Bahrain Victorious \| + 8 \| \| \| 8-й \| Квентин Пачер \| Groupama-FDJ \| + 8 \| \| \| 9-й \| Матье Бургодо \| Team TotalEnergies \| + 10 \| \| \| 10-й \| Гийом Мартен \| Groupama-FDJ \| + 10 \| \| |                   |                            |           |
| |                   |                            |           |
| |                   |                            |           |
| Генеральная классификация |                   |                            |           |
| Гонщик | Гонщик            | Команда                    | Время     |
| 1-й | Кристиан Скарони  | XDS Astana Team            | 3ч 53' 32 |
| 2-й | Поль Лапейра      | Decathlon-AG2R La Mondiale | + 0       |
| 3-й | Виктор Лафей      | Decathlon-AG2R La Mondiale | + 0       |
| 4-й | Кевин Воклен      | Arkéa-B&B Hotels           | + 0       |
| 5-й | Сантьяго Буитраго | Bahrain Victorious         | + 0       |
| 6-й | Луи Барре         | Intermarché-Wanty          | + 7       |
| 7-й | Ленни Мартинес    | Bahrain Victorious         | + 8       |
| 8-й | Квентин Пачер     | Groupama-FDJ               | + 8       |
| 9-й | Матье Бургодо     | Team TotalEnergies         | + 10      |
| 10-й | Гийом Мартен      | Groupama-FDJ               | + 10      |